# 貞永方久
貞永 方久（さだなが まさひさ、1931年9月22日 - 2011年7月14日）は、日本の映画監督。

## 来歴
満洲国新京の生まれ。
敗戦と同時に無一文のまま日本に引き上げ、戦後の動乱を身いっぱいに受けて育つ。
大分県立別府鶴見丘高等学校から九州大学法学部を1956年に卒業。
大学時代は演劇活動に熱中し、木下惠介、黒澤明らを通じて日本映画に強い関心を抱いており、卒業後、松竹京都撮影所演出部に入社。大曾根辰保、五所平之助、篠田正浩、野村芳太郎の作品の助監督を務めた。1961年からはテレビのドキュメンタリー番組の演出も手がけ始めた。1965年、京都撮影所の閉鎖に伴い大船に移籍。1968年、助監督職のまま山根成之との共同監督で、原田芳雄主演のハードボイルド作品『復讐の歌が聞える』で監督デビュー。1971年9月、『黒の斜面』で監督に昇進。その後も『嫉妬』（1971年）『影の爪』（1972年）『夜が崩れた』（1978年）と、女の情念を描いたサスペンス・ドラマを得意とし、その一方で『流れの譜』（1974年）『海嶺』（1983年）『良寛』（1997年）などの大作も手がけた。
テレビ映画の演出も多数あり、『ジョン万次郎』（1968年）、『坊っちゃん』（1970年、ともに日本テレビ）は原作をほとんど生かして撮影し自信作とする。他に『はやと』（毎日放送、1969年）などがあるが、特にABCテレビの「必殺シリーズ」では第2作『必殺仕置人』から参加した。松竹での劇場版『必殺仕掛人 春雪仕掛針』（1974年）、『必殺! THE HISSATSU』（1984年）、完結作『必殺! 主水死す』（1996年）でもメガホンをとった。
1978年に放送された土曜ワイド劇場『松本清張の顔　死の断崖』には、「映画監督」の役名で俳優として出演している。
2011年7月14日、心不全のため横浜市の病院で死去。79歳没。

## 人物
- 「必殺シリーズ」にレギュラー出演していた唐沢民賢は、貞永を「温厚な紳士だった。『必殺シリーズ』は松竹の京都映画での撮影で、東映に比べれば穏やかな現場だった」などと述べている[2]。
- 1958年結婚、二男があり、長男の敏は俳優として1990年代後半まで活動していた。
- 国政選挙で日本共産党への支持を表明していた[3]。

## 代表作

### 映画
- 復讐の歌が聞える（1968年）
- 黒の斜面（1971年）
- 嫉妬（1971年）
- 影の爪（1972年）
- 必殺仕掛人 春雪仕掛針（1974年）
- 流れの譜／第一部・動乱、第二部・夜明け（1974年）
- メス（1974年）
- 球形の荒野（1975年）
- 童貞（1975年）
- 超高層ホテル殺人事件（1976年）
- 錆びた炎（1977年）
- 夜が崩れた（1978年）
- 奥州安達原（1979年）
- 海嶺（1983年）
- 必殺! THE HISSATSU（1984年）
- 必殺! 主水死す（1996年）
- 良寛（1997年）

### オリジナルビデオ
- あばよ白書（1995年）
- 仁義4（1995年）
- 仁義5 関東頂上決戦（1995年）

### テレビ
- ジョン万次郎（日本テレビ、1968年）
- はやと（毎日放送、1969年）
- 坊っちゃん（日本テレビ、1970年）
- 家族日誌（TBS、金曜ドラマ第1作。1972年）
- 必殺シリーズ（ABC、1973年 - 1987年）
- 荒野の素浪人（第2シリーズ）第10話「群狼の宿」（NET、1974年）
- 大空港（フジテレビ、1978年 - 1979年）
- 赤かぶ検事奮戦記（第2シリーズ）（ABC、1981年）
- 松本清張の風の息（テレビ朝日、1982年）
- 松本清張の交通事故死亡1名（日本テレビ、1982年）
- 探偵・神津恭介の殺人推理（テレビ朝日）
  - 第1作「高木彬光の刺青殺人事件」（1983年）
  - 第7作「呪縛の家」（1987年）
- 京都マル秘指令 ザ新選組（ABC、1984年）
- 迷宮課刑事おみやさん（ABC、1985年）
- 牟田刑事官事件ファイル7「奥浜名湖女たちの危険なプレイ」（テレビ朝日、1987年）
- 大忠臣蔵（テレビ東京開局25周年記念新春12時間時代劇、1989年）
- 付き馬屋おえん事件帳（テレビ東京、1990年・93年・95年）
- 天下の副将軍水戸光圀 徳川御三家の激闘（テレビ東京新春12時間時代劇、1992年）
- 徳川武芸帳 柳生三代の剣（テレビ東京新春12時間時代劇、1993年）
- 闇の狩人（テレビ東京開局30周年記念時代劇スペシャル、1994年）
- 編笠十兵衛（テレビ東京、1997年）